# Pompa lui Toepler

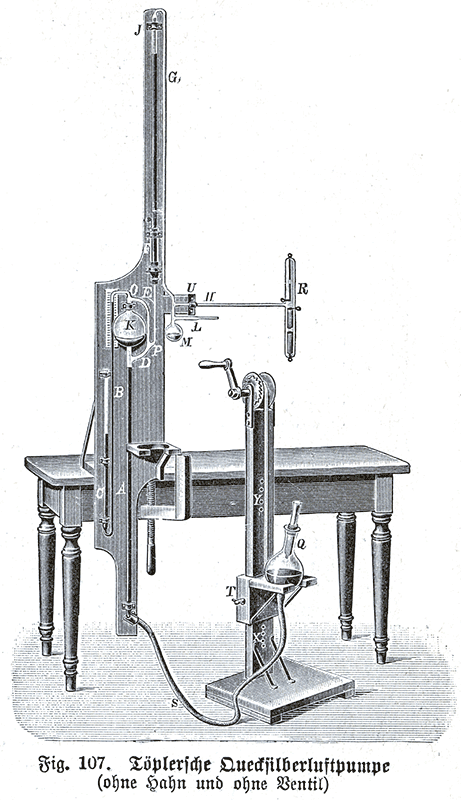
Principiul Pompei lui Toepler

Pompa lui Toepler este o formă de pompă cu piston acționată de mercur inventată de August Toepler în anul 1850. Principiul pompei este ilustrat în fotografie; când rezervorul G este golit, balonul B și tubul T sunt umplute cu gaz din anexa acesteia evacuată, prin tubul A. Când G este ridicat, mercurul se ridică în tubul F și oprește gazul în B și T la C. Acest gaz este trecut prin mercur și este trimis, apoi, din tubul D în atmosferă. Capătul tubului D este îndoit în sus pentru a facilita colectarea vaporilor de gaz.  Prin ridicarea alternativă a lui G, rezultă acțiunea pompei. Tuburile F și D trebuie să fie îndeajuns de lungi pentru a putea suporta coloana de mercur ce se ridică la 76 de cm la nivelul mării. În schimbul utilizării mercurului pentru a acționa valva la C, este posibil să se folosească o valvă flotantă din sticlă.